# بلاپایس ابی

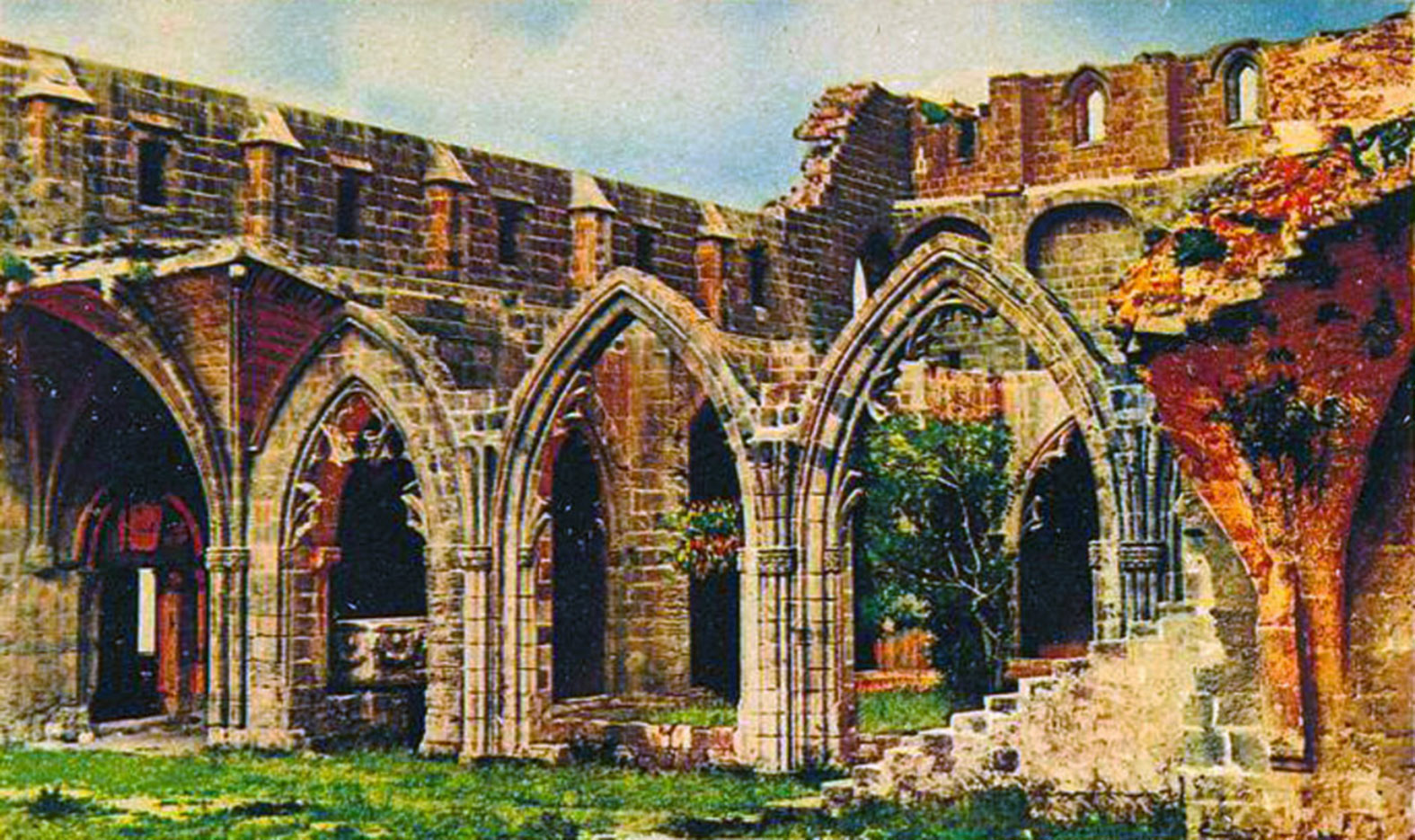
صومعه بلاپایس (اوایل قرن بیستم)

صومعه بلاپایس (همچنین به نام بلاپایس ابی) ویرانه صومعه‌ای است که توسط Canons Regular در قرن سیزدهم در ضلع شمالی دهکده کوچک بلاپایس، در قبرس شمالی فعلی تحت کنترل ترکیه، در حدود پنج کیلومتری شهر گیرنه ساخته شده‌است. این خرابه در ارتفاع ۲۲۰ متری از سطح دریا قرار دارد و منظره‌ای عریض به سمت گیرنه و دریای مدیترانه دارد.
این مکان همچنین یک موزه در کنار یک رستوران و یک کافه است. سفره خانه ابی اکنون به عنوان مکانی برای کنسرت‌ها و سخنرانی‌ها فعالیت می‌کند. در اوایل تابستان همچنین محلی برای جشنواره موسیقی محلی است.

## تاریخچه
این مکان قبلاً Episcopia یا Piscopia نامیده می‌شد، که نشان می‌دهد ممکن است اسقف گیرنه به عنوان محل سکونت و به عنوان پناهگاهی در برابر حملات اعراب در قرن‌های ۷ و ۸ در آن خدمت می‌کرده‌است. اولین ساکنانی که در این مکان یا در نزدیکی آن مستقر شده‌اند، Canon Regular of the Holy Prablechre بودند که پس از سقوط اورشلیم در سال ۱۱۸۷ به صلاح‌الدین گریختند. کنون‌ها نگهبانان کلیسای مقبره مقدس بودند.
آیمری دو لوزینیان این صومعه را تأسیس کرد و اولین ساختمان‌ها بین سال‌های ۱۱۹۸ تا ۱۲۰۵ قدمت داشتند. این صومعه به عنوان صومعه مریم مقدس از کوه تقدیس شد. قوانین سفید (Norbertines یا Premonstratensians) در سال ۱۲۰۶ جانشین قوانین بنیادین شدند. توضیح رایج نام مدرن Bellapais این است که نام فرانسوی Abbaye de la Paix("صومعه صلح") پس از تصرف ایتالیا به "Bellapais" تغییر کرد، که دوباره به Bella Paese "سرزمین زیباً تعبیر یافت. جورج فرانسیس هیل از هر دو بخش فرانسوی و ایتالیایی این اشتقاق متقاعد نشده بود. تبارک آن کاترین امریش می‌گوید که این روستای باستانی یهودی «مالپ» بود که عیسی مسیح از آن بازدید کرد.
ساختمان اصلی همان‌طور که امروزه دیده می‌شود در زمان حکومت پادشاه هیو سوم ۱۲۶۷–۱۲۸۴ ساخته شده‌است. صومعه و سفره خانه در زمان حکومت شاه هیو چهارم بین سالهای ۱۳۲۴–۱۳۵۹ ساخته شد. هیو چهارم در صومعه زندگی می‌کرد و آپارتمان‌هایی برای استفاده او ساخته بود.
در سال ۱۳۷۳ جنواها به گیرنه حمله کردند و تقریباً قلعه گیرنه را ویران کردند. جنوائی‌ها بلاپای را از هر چیزی که قابل حمل و ارزش بود محروم کردند.
در سال ۱۴۸۹ ونیزی‌ها کنترل قبرس را به دست گرفتند. در زمان ونیزی‌ها، ساکنان ابی قانون Premonstratensian را کنار گذاشته بودند. بنا به گزارش‌ها، کانون‌ها زن گرفتند و سپس برای حفظ تجارت در خانواده، فقط فرزندان خود را به عنوان تازه‌کار پذیرفتند.
پس از فتح گیرنه و قلعه گیرنه توسط عثمانی‌ها در سال ۱۵۷۱، عثمانی‌ها پرمونستراتنسیان‌ها را اخراج کردند و صومعه را به کلیسای ارتدکس یونانی قبرس دادند که آنها به عنوان تنها کلیسای مسیحی قانونی در قبرس منصوب شدند. کلیسای قبرس از صومعه غفلت کرد و این کلیسا از بین رفت. با این حال، خود کلیسای صومعه به عنوان کلیسای محلی برای دهکده ای که در اطراف آن بزرگ شده بود و احتمالاً ساکنان آن از صومعه به عنوان معدن سنگ استفاده می‌کردند، خدمت می‌کرد.
در دوره کنترل بریتانیا بر قبرس (۱۸۷۸–۱۹۶۰)، ارتش بریتانیا در ابتدا کنترل بلاپایس را به دست گرفت. در سال ۱۸۷۸ کف سفره خانه را سیمان کردند و سپس از آن به عنوان بیمارستان استفاده کردند. متأسفانه، سربازان نیز سلاح‌های سبک را در سفره خانه شلیک کردند. هنوز هم می‌توان سوراخ‌های گلوله را در دیوار شرقی دید. سپس در سال ۱۹۱۲ جورج جفری، متصدی بناهای باستانی قبرس، تعمیرات صومعه را انجام داد.